# Tití dels germans Olalla
El tití dels germans Olalla (Plecturocebus olallae) és un primat platirrí de la família dels pitècids. Es tracta d'un animal diürn i arborícola. De nit, es refugia a la vegetació densa o a forats dels troncs. Té una cua llarga i semiprènsil que sol entrellaçar amb les cues d'altres individus quan es relaxen. Les cries tendeixen a quedar-se amb els seus pares després del deslletament, generalment fins als tres anys, i abandonen el seu grup natal quan assoleixen la maduresa sexual.